# 野球ソビエト連邦代表
野球ソビエト連邦代表（やきゅうソビエトれんぽうだいひょう、露: Сборная СССР по бейсболу）は、ソビエト連邦における野球のナショナルチームである。1988年から1991年まで欧州野球連盟に加盟していた。野球ロシア代表などに移行。

## 歴史
冷戦下、野球はアメリカのゲームとしてほとんど顧みられることはなかったが、1986年に近代オリンピック正式競技に採用されるとソビエト連邦オリンピック委員会は、野球を正式競技としてオリンピック優勝を目指すと表明し、その環境は大きく変化した。
1987年、トビリシを本部としてソビエト野球連盟が設立され、チームは他競技から選抜した選手で編成された。大半は野球経験がなくグラブすら知らなかったものの、投手として85mph（約137km/h）を計測する選手も存在するなど、野球向きの能力に優れた人材が集められていた。初の公式戦ではニカラグアに0-22で敗れたが、9月26日のチェコスロバキア戦において5-4で初勝利を挙げた。また、この年からソビエト野球選手権が創設された。
競技力強化のためナショナルチームや各地域のクラブはアメリカへの遠征を重ね、1989年には、ソビエト連邦を訪れたマイナーリーグ・AA級イースタン・リーグ選抜とも試合を行った。
1989年11月にはモスクワ化学技術大学野球チームがアメリカに遠征し、同7日にはフロリダ州オーランドのトーナメントで地元のクラブチーム「コースト・ヤンキース」に15-8で勝ち、ソ連の野球チームが米国で勝利を挙げたのはこれが初めてであった。
1990年、シアトルで開催されたグッドウィルゲームズに出場。アメリカ、日本、プエルトリコ、メキシコとの5試合は全敗に終わったが、直後にパルマで開催された欧州野球選手権予選では優勝し、翌年の本選出場権を獲得した。また、この頃にはジョージア人とリトアニア人の選手が政治的な理由からチームへの参加を拒否するという出来事もあった。
1991年7月、スペインで開催されたインターコンチネンタルカップに出場。10チーム中9位の成績を残した。8月にはバルセロナオリンピック予選を兼ねてイタリアで開催された欧州野球選手権に出場。ベルギー、スウェーデン、イギリスから勝ち星を挙げたものの8チーム中6位となりオリンピック出場はならなかった。
12月、ソビエト連邦崩壊により野球ナショナルチームも四散し、以後野球ロシア代表などに再編された。

## 主な支援

### ソビエト政府
ソビエト野球選手権の上位チームには補助金が支給され、優れた選手には平均賃金の2.5倍の給与が支払われた。代表選手は兵役を免除された。

### 民間の支援者
- 松前重義 - 東海大学創立者、衆議院議員。モスクワに野球場「松前重義記念スタジアム」を寄贈した[11]。
- タコベル - ファストフードチェーン。1989年にアメリカ遠征のスポンサーとなった。